# T. Hawk
T. Hawk (volledige naam Thunder Hawk) is een personage dat werd bedacht door computerspellenfabrikant Capcom. Hij komt voor in de reeks gevechtsspellen van Street Fighter. Het personage was voor het eerst te zien in het spel Super Street Fighter II.
Qua kracht is hij Zangiefs gelijke, echter T. Hawk is ietwat beweeglijker dan deze Rus. Ondanks zijn enorme lichaam is hij - mede door zijn speciale aanvallen de snelle "Rising Hawk" en "Diving Hawk", en de vernietigende "Mexican Typhoon" - in staat zijn kleinere, lenigere rivalen te verslaan.

## Achtergrond
Toen hij nog een kind was werd zijn stam de Thunderfoots door Shadoloo verdreven van hun geboortegrond. Vrijwel iedereen die weerstand bood door terug te vechten werd vermoord. Onder de slachtoffers was ook T. Hawks vader Arroyo Hawk die werd omgebracht door de toen nog jonge M. Bison. Nu hij in zijn toevluchtsoord vlak bij Monte Albán in Mexico woonde, zon T. Hawk op wraak. M. Bison moest koste wat kost boeten voor zijn wandaden en het afgenomen gebied teruggeven aan zijn rechtmatige eigenaars.
Veel leden van de Thunderfoot-stam zijn verdwenen sinds Shadoloo de dienst uitmaakt en T. Hawk nam de taak op zich om ze terug te vinden. Een van hen was door hersenspoeling veranderd in Noembelu, een van Bisons Dolls. T. Hawk vond Noembelu terug, maar het is onbekend of zij met hem terugkeerde en of zij haar geheugen uiteindelijk terugkreeg. Evenmin is duidelijk of T. Hawk enig ander lid van zijn stam heeft gevonden.
T. Hawk deed mee aan het tweede World Warrior-toernooi om tegen Bison te strijden en zijn geboortegrond terug te vorderen alsmede de vrijheid van zijn stam. T. Hawk wint zijn land terug, maar het is inmiddels verlaten en doods. Desondanks is hij vastbesloten hij gebied in zijn oude staat terug te brengen zodat de Thunderfoots onbezorgd op hun geboortegrond kunnen verder leven.

## Citaten
- "Your scream sounds like a pathetic war cry!"
- "My totem is too great for your desperate fighting techniques!"

## Trivia
- T. Hawk was op zoek naar Noembelu, niet naar Juli. Om onbekende redenen maakte Capcom van Noembelu geen speelbaar personage. In plaats daarvan gebruikten ze Juli in Street Fighter Alpha 3. Dit leidde tot verwarring onder de fans.
- Aangezien elk van de Dolls werd genoemd naar een van de twaalf maanden in de moedertaal van de desbetreffende Doll, was de naam Noembelu onjuist. In het Spaans wordt de elfde maand van het jaar niet Noembelu, maar Noviembre genoemd.
- In de speelfilm Street Fighter werd T. Hawk neergezet als een Cherokee-indiaanse sergeant van de Allied Nations Armed Forces en een goede vriend van Guile. De rol werd vertolkt door Gregg Rainwater.
- T. Hawk kwam terug als speelbaar personage in de spelcomputerversie van SFA 3, alsook in de speelkastversie Street Fighter Alpha 3 Upper.
- In de Street Fighter-tekenfilmserie kon T. Hawk onbeperkt blijven vliegen. In de spellen kon hij slechts enkele seconden in de lucht blijven tijdens zijn speciale technieken de "Rising Hawk" en de "Diving Hawk".

Abel · 
Adon · 
Akuma · 
Alex · 
Balrog · 
Birdie · 
Blanka · 
Cammy · 
Charlie · 
Chun-Li · 
Cody · 
Crimson Viper · 
Dan · 
Dee Jay · 
Dhalsim · 
De Dolls · 
Dudley · 
Eagle · 
E. Honda · 
Elena · 
El Fuerte · 
Fei Long · 
Gen · 
Gill · 
Gouken · 
Guile · 
Guy · 
Hakan · 
Hugo · 
Ibuki · 
Ingrid · 
Juri · 
Karin · 
Ken · 
M. Bison · 
Makoto · 
Necro · 
Oni · 
Oro · 
Poison · 
R. Mika · 
Remy · 
Rolento · 
Rose · 
Rufus · 
Ryu · 
Sagat · 
Sakura · 
Sean · 
Seth · 
T. Hawk · 
Twelve · 
Urien · 
Vega · 
Yang · 
Yun · 
Zangief